# Arbeo z Freisingu
Arbeo (Aribo, Arbio, Arpio, odv. od něm. Erbe, dědic, jméno latinizováno na Haeres) z Freisingu (1. třetina 8. století Maiso u Merana - 4. květen 783, Freising) byl biskupem a autorem několika latinských legend.

## Život
Pocházel z bavorské šlechtické rodiny Huosi, vzdělání získal v severní Itálii, pak se stal chráněncem biskupa Ermberta z Freisingu. Tam se stal nejprve arciknězem, vedl biskupskou kancelář a r. 763 se stal opatem nově založeného kláštera v Scharnitzu. Tehdy také dal přenést do Freisingu ostatky sv. Korbiniána.
V letech 764/5 - 782 byl čtvrtým biskupem ve Freisingu, kde se zasloužil o rozvoj tamní knihovny. Roku 782 se zřekl biskupského úřadu, o rok později umírá a je pohřben ve Freisingu. Je uctíván jako světec, památka 4. května.

## Dílo

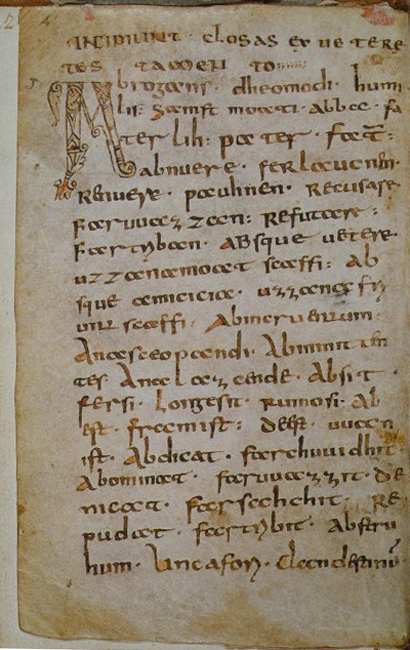
Stránka z rukopisu Codex Abrogans

- všeobecně se soudí, že dal podnět nebo sám přispěl k překladu latinského glosáře známého jako Abrogans do starohornoněmeckého jazyka. Jedná se o první latinsko-německý slovník.
- Vita et Passio Haimhrammi episcopi et martyris Ratisbonensis, kolem roku 772 (ed.Krusch, Bruno, Passiones vitaeque sanctorum aevi Merovingici et antiquiorum aliquot Bd. 2 (Monumenta Germaniae historica - Scriptores rerum Merovingicarum Bd. 4), Hannover 1902 (ND 1995), S. 452-524).
- Vita Corbiniani, krátce po r. 763.